# Európai Számvevőszék
Az Európai Számvevőszék az Európai Unió egyik hivatalos intézménye, melynek feladata ellenőrizni az Európai Unió intézményeinek pénzügyeit, valamint az európai forrásokból részesedő, illetve azokat kezelő szervezetek pénzügyeit és gazdálkodását. Emellett tanácsadó szerepet is betölt, mivel részt vesz a költségvetés előkészítésében, illetve az évente kiadott igazoló nyilatkozata (Déclaration d’assurance, DAS) alapján dönt a Parlament és a Tanács a költségvetés végrehajtásának elfogadásáról. A Számvevőszék 1975-ben jött létre, és 1977-ben kezdte meg működését. Székhelye Luxembourg, tagországonként 1 tagból áll, akiket 6 éves megújítható időszakra nevez ki az Európai Unió Tanácsa a Parlament egyhangú döntése alapján.

## Története
A Számvevőszéket az 1975-ös brüsszeli szerződés ("Egyes Pénzügyi Előírások Módosításáról Szóló Szerződés") alapján hozták létre, hivatalosan 1977. október 18-án kezdte meg működését. Az első ülést egy héttel később tartották meg a Számvevőszék tagjai. A megalakulást követően a Számvevőszék még nem volt az EU, illetve az Európai Közösségek intézménye, csak egy külső szervezet, amely a közösségi intézmények gazdálkodását és pénzügyeit auditálta. Az egyesített Számvevőszék két különálló szervezetet egyesített, amelyek az Európai Gazdasági Közösség (EGK) és az Euratom, illetve az Európai Szén- és Acélközösség számvevőszékeként működtek.
A Számvevőszéket az 1992-es maastrichti szerződés emelte az uniós intézmények közé, ezzel egyidőben új jogosultságokat is nyert, pl. közvetlenül az Európai Unió Bírósága elé fordulhatott vitás kérdésekben. Azonban a Számvevőszék mandátuma ekkor még csak az európai közösségek költségvetésére (az ún. 1 pillérre) terjedt ki, csak az 1997-es amszterdami szerződésben kapta meg azt a jogot, hogy a teljes EU költségvetés végrehajtását vizsgálja. A Számvevőszék működésének alapjait jelenleg a lisszaboni szerződés 285–287. cikket tartalmazza.

## Feladatai
Neve ellenére a Számvevőszéknek nincsenek jogi hatáskörei, saját hatáskörében nem járhat el. Leginkább egy hivatásos audit céghez hasonlítható, amelynek feladata az Európai Unió intézményeinek, szervezeteinek, illetve minden EU-s forrást kezelő vagy abból részesülő szerv gazdálkodásának és pénzügyeinek ellenőrzése. A Számvevőszék elsődleges feladata, hogy megvizsgálja az uniós költségvetés végrehajtását, az Unió valamennyi bevételére és kiadására vonatkozó elszámolását (EKSZ. 246. cikk). A pénzügyi vizsgálat során a Számvevőszék azt vizsgálja, hogy a költségvetés végrehajtása során minden tranzakciót rögzítettek-e, a tranzakciók megfeleltek-e az EU-s jogszabályoknak és előírásoknak, valamint a költségvetés végrehajtása során alkalmazták-e a pénzügyi gazdálkodás alapelveit. Ezen felül a számvevőszék ellenőrzést hajthat végre egyes uniós intézményeknél vagy szervezeteknél, illetve megvizsgálhatja egyes uniós politikák végrehajtását is.
A Számvevőszék ellenőrzési jelentéseit és véleményeit a Számvevőszék honlapján, illetve az Európai Unió Hivatalos Lapjában teszik közzé, az EU minden hivatalos nyelvén.
- az általános éves jelentésben számol be a költségvetés végrehajtásának ellenőrzéséről, ezt a tárgyévet követő év vége előtt szokták nyilvánosságra hozni.
- az egyedi és külön jelentéseket, amelyek uniós intézmények, illetve politikák felülvizsgálatának eredményeit közlik, illetve a Számvevőszék által kiadott véleményeket az év során bármikor közzéteheti.

Mivel a Számvevőszék a Parlament és a Tanács munkáját támogatja elsősorban, az éves jelentést és más kiadványokat közvetlenül is megküldik a Parlament és a Tanács elnökének.